# Willem Bonne-Âme
Willem Bonne-Âme (Willelmus Bona Amina) (†9 februari 1110) was een kanunnik van Rouen tot 1057, monnik in Bec, abt van St. Etienne in Caen tot 1079 en aartsbisschop van Rouen van 1079 tot 1110. Tussen zijn functie als kanunnik en zijn intrede in de abdij van Bec is hij waarschijnlijk op pelgrimstocht getrokken naar Jeruzalem in 1057. Als aartsbisschop was hij onder meer verantwoordelijk voor het afbreken van de kapittelkerk van Saint-Etienne in Rouen.

## Monnik

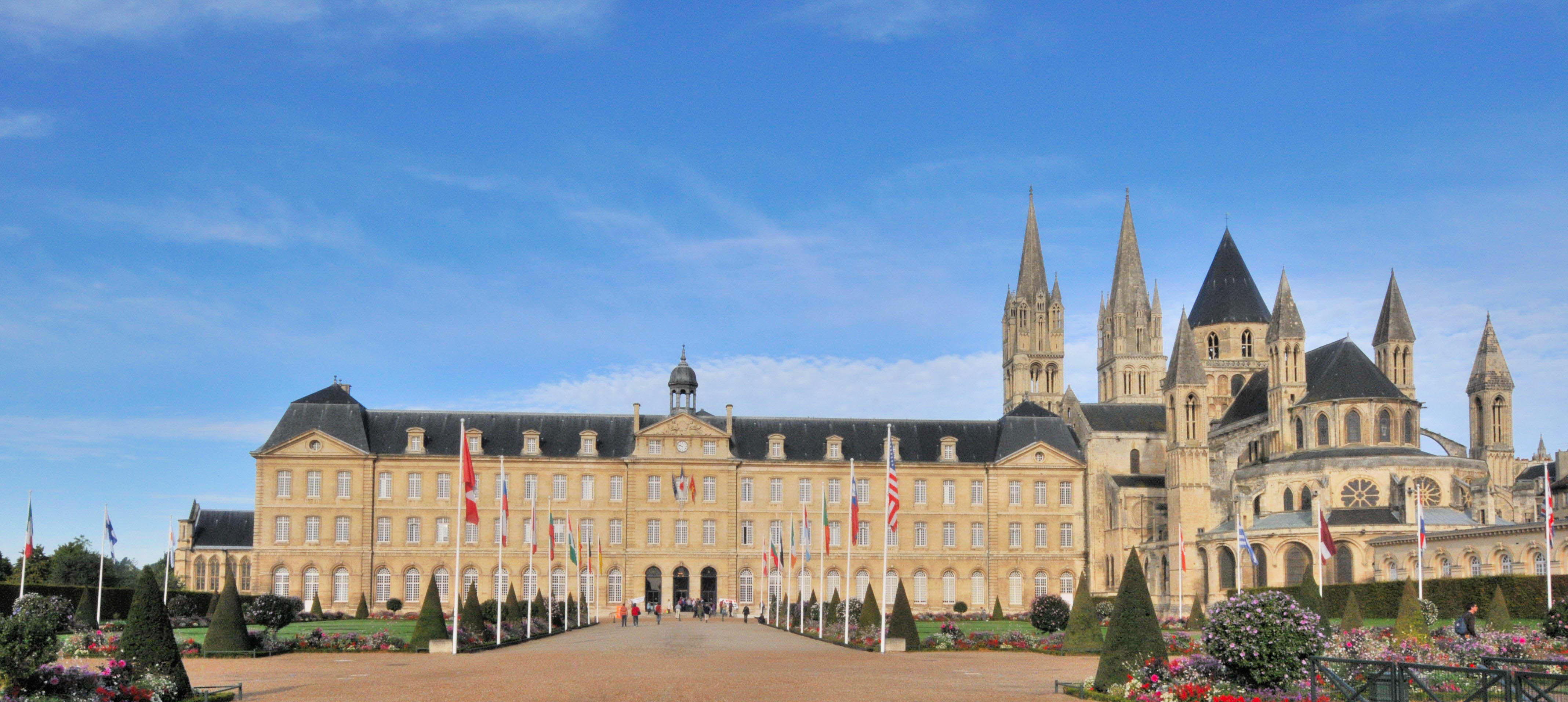
De abdij van St. Etienne in Caen, waarvan Willem Bonne-Âme van 1070 tot 1079 abt was.

Wanneer Willem Bonne-Âme is geboren is niet bekend, maar men weet dat hij de zoon was van bisschop Radbod van Séez en een (schoon)zus van Gerard Flaitel, een Normandisch ridder. Ook zijn jeugd is een duistere periode, maar na 1050 wordt hij geattesteerd als kanunnik van de kathedraal van Rouen en voor 1057 was hij aartsdiaken van Rouen onder aartsbisschop Maurilius. In die functie ontmoette hij onder meer Gundulf, toekomstig bisschop van Rochester. In 1057 vertrok hij samen met Gundulf en Thierry de Mathonville, abt van St. Evroul op pelgrimstocht naar Jeruzalem.
Na zijn terugkeer, tussen 1057 en 1063, trad hij in als monnik in Bec, samen met Gundulf, waar hij een leerling werd van Lanfranc en Anselmus van Bec. Hij zou evenwel niet lang in Bec blijven, want al in 1063 werd hij door Lanfranc meegenomen naar de abdij van St. Etienne in Caen toen Lanfranc werd benoemd tot abt van deze abdij, een stichting van hertog Willem van Normandië als dispensatie voor zijn huwelijk met Mathilde van Vlaanderen. In Caen ging zijn carrière met grote sprongen vooruit. Hij werd er meester van de novicen, waar hij onder zijn leerlingen onder meer Arnoul de Rohes en Thibaut d'Étampes, later docent aan de (vroege) Universiteit van Oxford, telde. In 1070 werd Lanfranc aartsbisschop van Canterbury en volgde Willem hem op als abt.
Tijdens zijn abbatiaat was hij verantwoordelijk voor de verdere uitbreiding van de gebouwen van de abdij en de translatie van een aantal relieken van St. Stefanus naar de abdij. Als belangrijk orgelpunt werd op 13 september 1077 de nieuwe abdijkerk ingewijd in de aanwezigheid van hertog Willem van Normandië en de voorganger van Willem, aartsbisschop Lanfranc van Canterbury. Hoewel er ook een bibliotheek met scriptorium was, lijkt de kloosterschool, gesticht door Lanfranc, een wat minder prestigieus geleid te hebben. Ook slaagde hij er in om belangrijke rechten voor de abdij los te krijgen van bisschop Odo van Bayeux, waarbij ze onder meer geen bisschoppelijke visitaties meer moesten ontvangen en geen synodale belastingen meer moesten betalen.

## Aartsbisschop

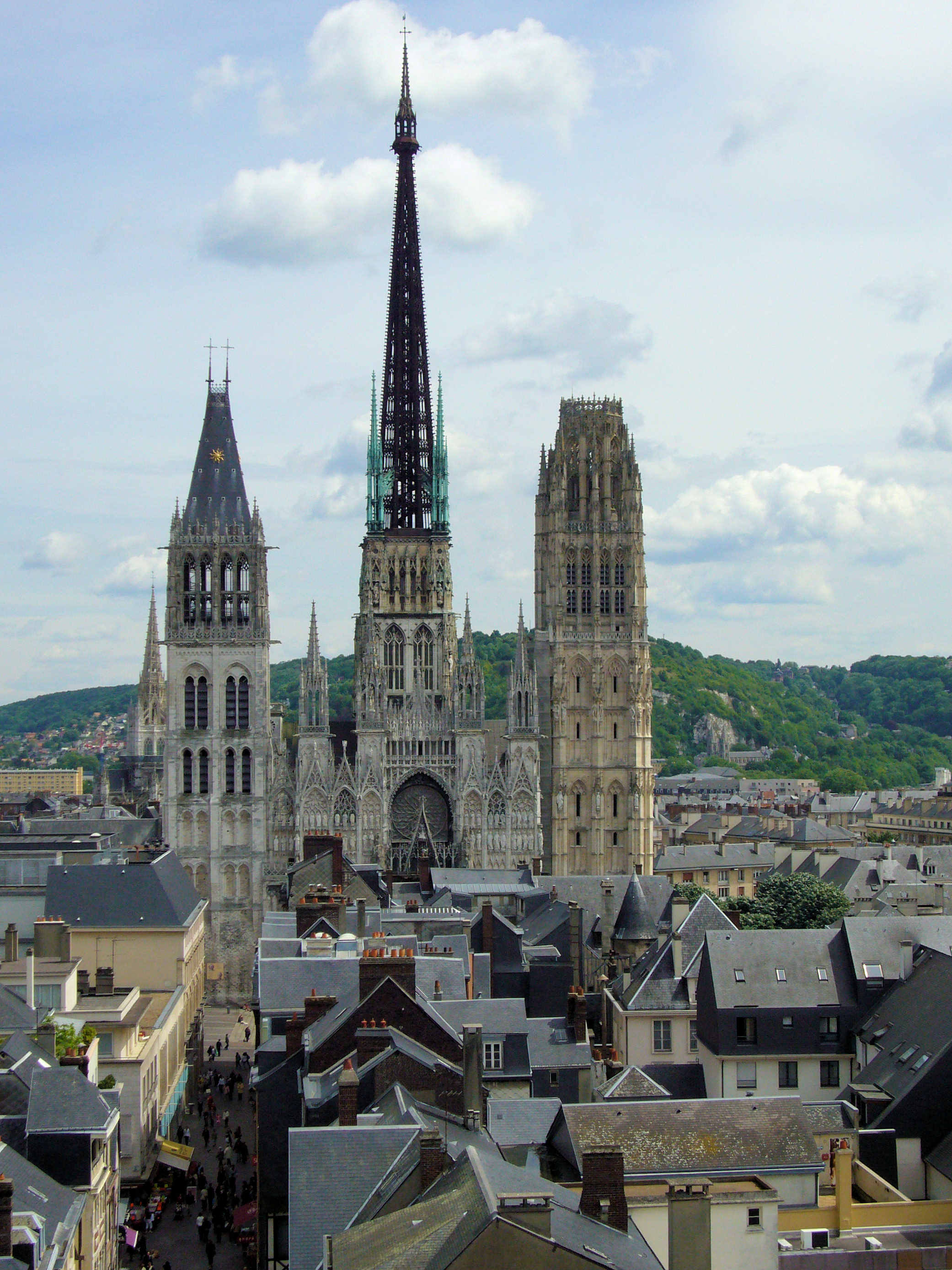
De kathedraal van Rouen, de zetel van Willem Bonne-Âme als aartsbisschop van Rouen.

Na de dood van Jean d'Ivry in september 1079 werd Willem Bonne-Âme door de hertog, Willem de Veroveraar, ook al koning van Engeland benoemd tot nieuwe aartsbisschop. Deze benoeming liep echter niet van een leien dakje, omdat de verkiezing niet canoniek zou zijn, maar paus Gregorius VII wou liever geen ruzie met de Engelse koning en erkende de benoeming van Willem Bonne-Âme. Over zijn episcopaat is niet zoveel bekend en het gaat vooral om versnipperde brokjes informatie door het gebrek aan bronnen, al wordt hij wel vermeld in werken van Ordericus Vitalis.
Als bisschop was hij zeer actief als bouwheer. Zo liet hij het kapittelklooster en kapittelhuis van de kathedraal herbouwen en een landhuis in de buurt van de nieuwe kerk van het klooster van Les Andelys, dat bezit was van de aartsbisschoppen van Rouen. In de stad zelf heeft hij ook nog de oude collegiale kapittelkerk van St. Etienne laten afbreken.
Tijdens zijn episcopaat was hij ook verantwoordelijk voor de translatie van de relieken van St. Romanus naar de kerk van Sint-Godard in Rouen, Dit was het begin van de Foire Saint Romain, een jaarlijkse processie ter ere van St. Romanus die plaatsvond op 23 oktober. Dit feest vindt, in gewijzigde vorm, nog steeds plaats in Rouen. Hij was ook verantwoordelijk voor de begrafenis van Mathilde van Vlaanderen, vrouw van Willem de Veroveraar, in 1083, en had in 1087 de leiding over de begrafenis van die laatste in de abdij van St. Etienne in Caen.
Op politiek vlak weet men dat hij een synode voorzat te Lillebonne, bijeengeroepen door hertog Willem van Normandië en dus voor 1087, waarop, naast een aantal besluiten over de onschendbaarheid van de kerken en over de bestrijding verschillende zonden zoals overspel, men ook de Godsvrede in Normandië opnieuw instelde en de kerkelijke jurisdictie onder druk van de hertog beperkte. Ook kwam bisschop Willem herhaaldelijk in conflict met een aantal abdijen in zijn diocees, waaronder de abdij van Bec, onder leiding van Anselmus van Bec, later aartsbisschop van Canterbury, en de abdij van Fécamp, waarbij hij in conflict kwam met paus Urbanus II, die hem zijn pallium afnam. Hij bleef echter wel aan de macht als aartsbisschop, mede met steun van hertog Robert Curthose. In beide gevallen werden de conflicten beslecht in het voordeel van de abdijen, die een aantal vrijheden konden bekomen en de jurisdictie van de aartsbisschop over de abdijen konden beperken.
Willem Bonne-Âme overleed op 9 februari 1110 als aartsbisschop van Rouen en werd in de kathedraal van Rouen begraven. Hij werd opgevolgd als aartsbisschop door Geoffrey Brito in 1111.